# Barrage hydroélectrique de Song Loulou
Le barrage hydroélectrique de Song Loulou est la plus importante centrale hydroélectrique du Cameroun. Implantée sur la Sanaga dans la commune de Massock-Songloulou, à environ 55 km au Nord-Ouest et à l'amont d'Édéa, la centrale hydroélectrique de Song Loulou a une capacité de 384 MW. Sa côte de retenue est de 528 m.

## Historique
Le chantier de construction du barrage de Song Loulou fut ouvert en 1976. Le barrage hydroélectrique de Song-Loulou fut inauguré le 14 novembre 1981 par le Président de l'époque Ahmadou Ahidjo.

## Construction
Ses installations présentent des fissures dues au vieillissement. Dans une lettre ouverte du 27 janvier 2015, le Syndicat National des Travailleurs du Secteur de Développement des Ouvrages de Production, de Transport et de Régulation de l’Électricité a tiré la sonnette d'alarme sur l'état sécuritaire du barrage hydroélectrique de Song Loulou au regard du vieillissement du matériel d’installation et de la dégradation des murs de soutènement du barrage de Song Loulou.

## Gestion
| \| 500 km1:18 610 000 \| Lom-Pangar (30 Mw) Édéa(276,4 Mw) Mekin (15 Mw) Memve'ele (211 Mw) Mokolo (?? Mw) Song Loulou (384 Mw) Mapé (??? Mw) Lagdo (72 Mw) Chollet (600 Mw) |
| 500 km1:18 610 000 |

| 500 km1:18 610 000 |

| Centrales hydroélectriques existantes        |
| Centrales hydroélectriques en projet         |
| (192 Mw) Capacités installées (en Mégawatts) |

La gestion, qui a successivement assurée par la SONEL puis AES Sonel puis Eneo est progressivement transférée à partir d'août en 2015 à Electricity Development Corporation, avec les barrages de retenue de Mbakaou, de Bamendjing et de la Mapé. Dans le même temps, Eneo s'engage à financer une première tranche de travaux d'urgence, pour un montant de 11 milliards de F CFA (16,77 millions d’euros).